# Cerodontha bisetiorbita
Cerodontha bisetiorbita är en tvåvingeart som först beskrevs av Mitsuhiro Sasakawa 1955.  Cerodontha bisetiorbita ingår i släktet Cerodontha och familjen minerarflugor. Inga underarter finns listade i Catalogue of Life.